# Trollywood

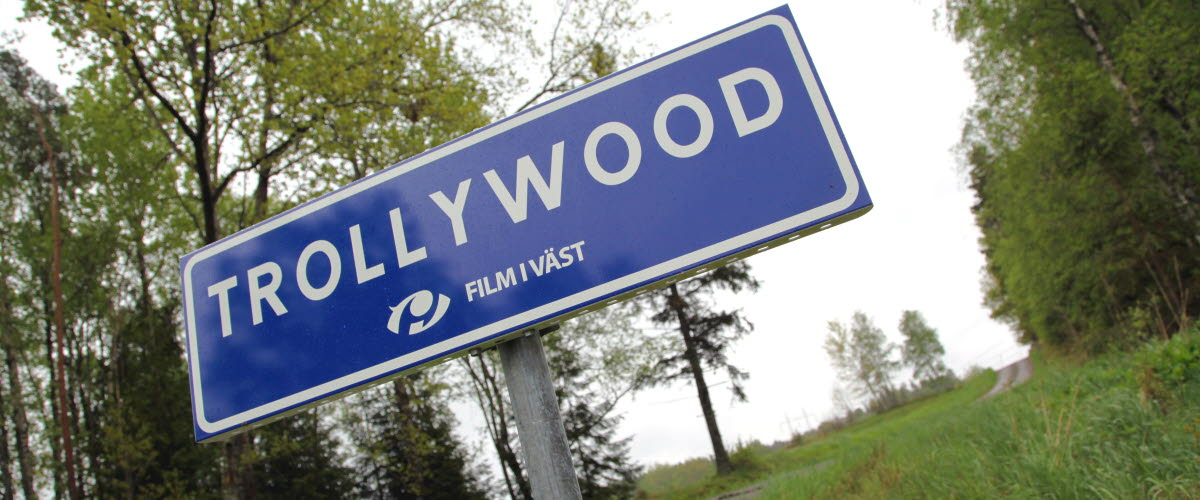
Trollywood

Trollywood kallas Trollhättan efter sin roll inom produktion av filmer och utbildning av filmarbetare. Staden är säte för Film i Väst, och man har tillsammans med Svenska filminstitutet och med hjälp av EU-bidrag lyckats skapa ett filmcentrum i kommunen.
1996 blev Trollhättan huvudkontor för Film i Väst, en regional filmfond, stiftad av dåvarande Älvsborgs läns landsting (som 1998 uppgick i Västra Götalandsregionen), vilken fungerar som medfinansiär till olika filmprojekt. Sedan 1997 har över 300 långfilmer producerats i området (Trollhättans och Vänersborgs kommuner).

## Filmer inspelade i Trollywood (i urval)
- Fucking Åmål[2]
- Tillsammans[2]
- Tsatsiki, morsan och polisen
- Dancer in the dark
- En sång för Martin
- Hans och hennes
- Dogville
- Manderlay
- Storm
- Ett öga rött
- I taket lyser stjärnorna
- Polisstyrka X7
- Under solen
- Tjenare kungen
- Bröllopsfotografen